# Cannata (cognome)
Cannata è un cognome di lingua italiana.

## Varianti
Cannatà, Cannataro, Cannatella, Cannatelli, Cannatello, Cannatiello.

## Origine e diffusione
Cognome tipicamente meridionale, è presente prevalentemente in Calabria, Sicilia e Campania.
Potrebbe derivare da un termine dialettale per brocca; potrebbe essere dunque affine al cognome Brocchi. Non sono esclusi incroci col cognome Cannas.
La variante Cannatà è campana, calabrese e siciliana.

## Persone
- Enrico Cannata – calciatore italiano
- Giovanni Luca Cannata – politico italiano
- Giuseppe Cannata – politico italiano